# El hombre arrodillado
El hombre arrodillado es una obra concebida en el año de 1888 por Auguste Rodin y fundida en el año de 1960 bronce con pátina de café y verde por  la casa fundidora Fonderie Rudier. Esta obra pertenece al grupo escultórico La puerta del infierno. También es una parte de la escultura El beso del fantasma a la doncella.

## Descripción
El torso y los brazos del Hombre arrodillado fueron reutilizados en una versión femenina para la obra El nacimiento de Venus. A su vez, en La puerta del infierno aparecen tanto la versión masculina como la femenina. Estas dos piezas se encuentran presentes en el tímpano y en la parte superior de la hoja derecha.